# Hemer

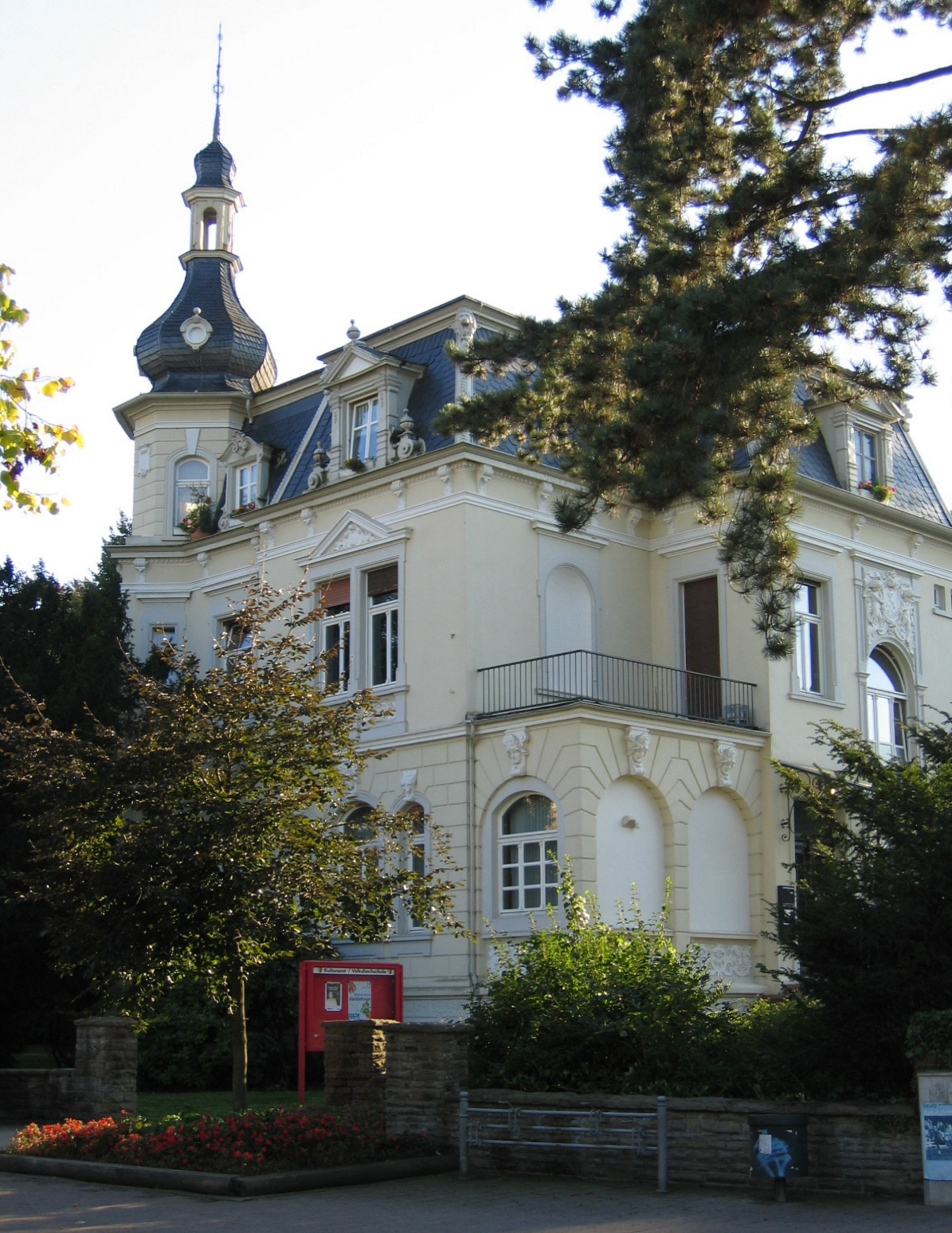
Türmchenvilla

Hemer (pronunciación en alemán: /ˈheːmɐ/ⓘ) es una ciudad en el Distrito de La Marck, en Renania del Norte-Westfalia, Alemania.

## Geografía
Hemer se encuentra en el extremo norte de Sauerland, cerca del Río Ruhr.  La elevación más alta, a 546 metros, se encuentra en Balver Wald, en el sur de la ciudad.  La elevación más baja, a 160 metros, se encuentra en Edelburg en el noreste. 

## Historia
Los túmulos muestran que alrededor del año 1250 a. C., pastores y agricultores de la Edad del Bronce vivían en la zona. Cerca de la ciudad actual se encontraron tumbas de la época de los Francos merovingios alrededor del año 650. 
Hemer fue mencionado por primera vez en 1072 por su antiguo nombre Hademare en un documento de Anno II, arzobispo de Colonia, en el que se concedían tierras a la recién fundada Benedicta abadía Grafschaft, incluida la iglesia de San Vito y dos granjas, la posterior Haus Hemer y la Hedhof.  En 1124 la parroquia de San Vito se separó de la parroquia de Menden.

Hemer siguió siendo un asentamiento sin importancia y sin derechos de mercado, incluso cuando los condes de la Marca se independizaron del estado episcopal de Colonia en el siglo XIII, cuando Hemer se encontró en la frontera de los dos estados. Pero a pesar de la insignificancia política de la Kirchspiel Hemer ("parroquia del Hemer"), ya estaba bastante densamente poblada, gracias a su ubicación en la antigua carretera de Renania a Alemania Central (ahora Bundesstrasse 7), y a las industrias de minería y fundición de hierro ya desarrolladas aquí. La frontera con Colonia, formada por el valle del río Hönne al sureste de Hemer, estaba protegida por el castillo de Klusenstein, construido en 1353. El gobierno local en la parroquia de Hemer fue responsabilidad del "Amt" de Iserlohn hasta 1647, cuando fue transferido a la familia de Wachtendonk, propietaria de Haus Hemer en ese momento.

La Reforma llegó a Hemer en la segunda mitad del siglo XVI, cuando la Iglesia de San Vito (en alemán: Vituskirche) se convirtió en protestante (fue demolida en 1818 y reemplazada por la nueva Ebbergkirche cercana, construida en 1819/20). Entre 1697 y 1700, Jobst Edmund de Brabeck, obispo de Hildesheim y pariente de los nuevos propietarios de Haus Hemer, construyó la iglesia de los Santos Pedro y Pablo en estilo barroco como la nueva iglesia para los católicos romanos.